# Związek Spartakusa

Flaga Związku Spartakusa

Związek Spartakusa (niem. Spartakusbund) – marksistowski ruch rewolucyjny, działający w Cesarstwie Niemieckim podczas I wojny światowej. Głównymi organizatorami związku byli: Róża Luksemburg, Karl Liebknecht, Julian Marchlewski, Franz Mehring, Clara Zetkin i Leon Jogiches.

## Historia

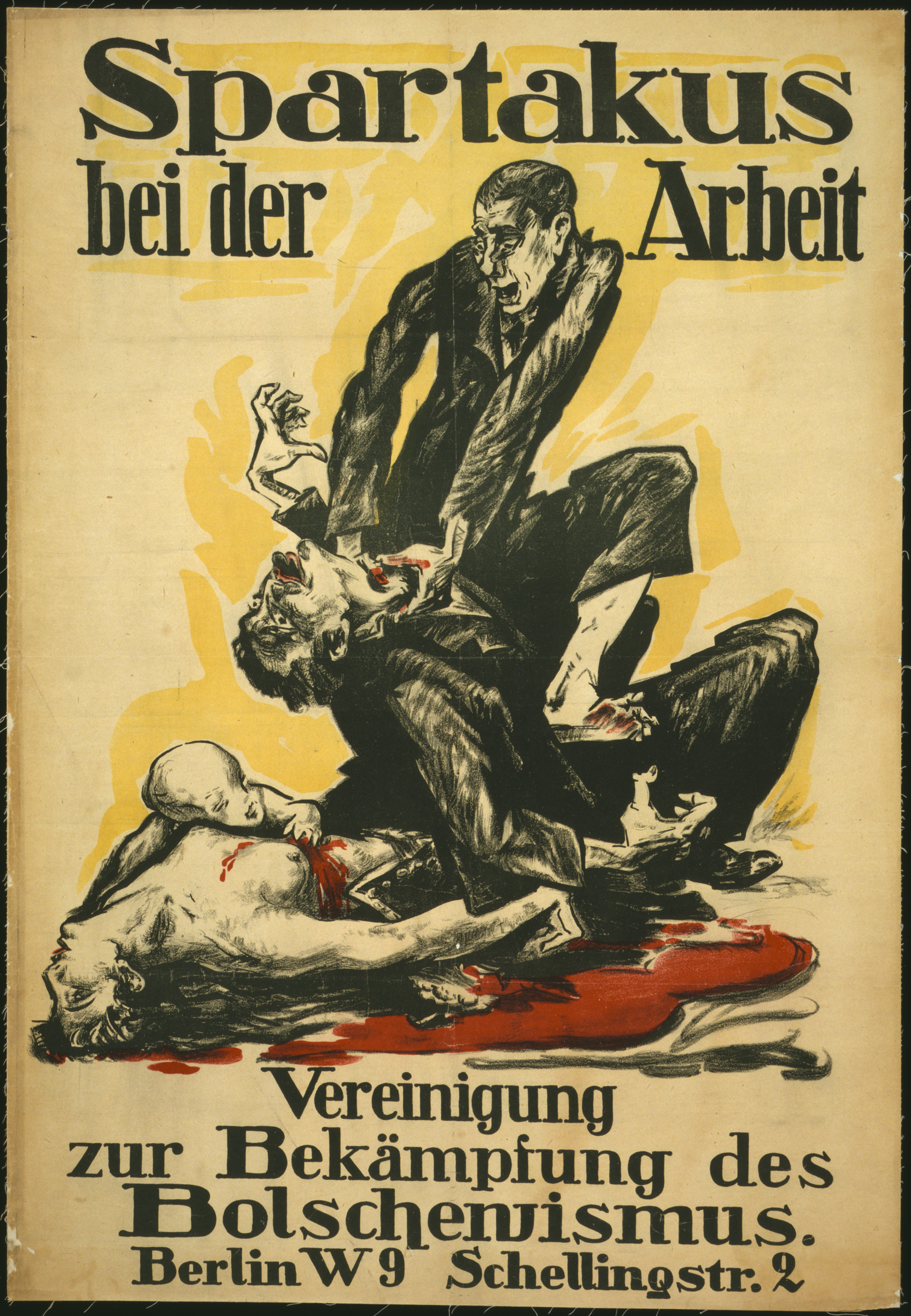
Spartakusowiec przy pracy - Anty-Spartakusowy plakat propagandowy Stowarzyszenia do Walki z Bolszewizmem (Vereinigung zur Bekämpfung des Bolschewismus)

Zarówno Luksemburg jak i Liebknecht byli wiodącymi członkami lewicowej frakcji Socjaldemokratycznej Partii Niemiec (SPD). Decyzję o założeniu niezależnej organizacji podjęli oni po tym, jak SPD poparło decyzję rządu von Bethmanna–Hollwega o wypowiedzeniu wojny Imperium Rosyjskiemu w 1914. Oprócz ich sprzeciwu wobec uczestnictwa Niemiec w I wojnie światowej (nazywanej przez nich „wojną imperialistyczną”), Luksemburg i Liebknecht będąc zwolennikami socjalizmu rewolucyjnego, nie akceptowali reformizmu SPD.
W 1915 związek przemianowano na Gruppe Internationale. Liebknechta i Luksemburg więziono w latach 1916–1918, za organizowanie publicznych demonstracji w Berlinie przeciwko niemieckiemu udziałowi w wojnie. W latach 1916–1918 związek działał pod nazwą Grupa Spartakusa. W 1917 organizacja znalazła się w składzie Niezależnej Socjaldemokratycznej Partii Niemiec (USPD). Po zwycięstwie rewolucji październikowej w Rosji, członkowie związku zaczęli agitować na rzecz utworzenia w Niemczech rządu opartego na radach robotniczych. Po obaleniu monarchii, 9 listopada 1918, Liebknecht proklamował z balkonu pałacu cesarskiego, powstanie republiki socjalistycznej. Uczynił to dwie godziny później niż Philipp Scheidemann, który ogłosił w Reichstagu utworzenie Republiki Weimarskiej.
Po wyodrębnieniu się z USPD w grudniu 1918, „Spartakusowcy” utworzyli Komunistyczną Partię Niemiec (KPD) członka Międzynarodówki Komunistycznej.
Organem prasowym Związku Spartakusa był Die Rote Fahne („Czerwony Sztandar”).
Komunistyczna Partia Górnego Śląska, polska odnoga KPD, czyli Komunistyczny Związek Spartakusa na Śląsku, powstała w Bytomiu pod koniec grudnia 1918 roku. Impuls do jej utworzenia wyszedł od grupy członków Rady Robotniczej i Żołnierskiej w Bytomiu. Zebrali się oni wraz z sympatykami 20 grudnia 1918 r. w bytomskiej restauracji „Duenbier” i zawiązali Komunistyczną Partię Górnego Śląska (Związek Spartakusa). Obradom przewodniczył Anton Jadasch. Miesiąc później, 19 stycznia 1919 r., Komunistyczna Partia Górnego Śląska podporządkowała się komunistycznej Partii niemiec KPD.  przeciwstawiała się przyznaniu Polsce Górnego Śląska. Organizacja ta, jej polskojęzyczni członkowie, brała udział m.in.w strajkach na kopalni „Preussengrube” w Miechowicach w 1918 roku, w czasie których ostrzelała wojsko z broni maszynowej. Agitowała przeciwko Polsce; jej motto brzmiało: "Kto głosuje przeciw Niemcom ten utrudnia klasie robotniczej jej misje zrzucenia jarzma kapitalistycznego. Interesy mas pracujących lepiej są uwzględniane w republice niemieckiej niż w Polsce".